# 인산기전이효소
인산기전이효소(燐酸基轉移酵素, 영어: phosphotransferase, EC 2.7)는 인산화 반응을 촉매하는 효소군(群)이다. 인산기전이효소가 촉매하는 일반적인 반응의 형태는 다음과 같다.
A-P + B ⇄ B-P + A
여기서 P는 인산기이고, A는 공여체 분자, B는 수용체 분자이다.

## 분류
인산기전이효소는 일반적으로 수용체 분자에 따라 분류된다.
- EC 2.7.1은 하이드록실기를 수용체로 사용하는 인산기전이효소들이다.
- EC 2.7.2는 카복실기를 수용체로 사용하는 인산기전이효소들이다.
- EC 2.7.3은 질소함유기를 수용체로 사용하는 인산기전이효소들이다.
- EC 2.7.4는 인산기를 수용체로 사용하는 인산기전이효소들이다.
- EC 2.7.9는 쌍을 이루고 있는 수용체를 사용하는 인산기전이효소이다. 이러한 반응에서 단일 뉴클레오사이드 삼인산은 두 개의 인산기를 두 개의 다른 수용체로 전달하여, 뉴클레오사이드 일인산과 두 개의 인산화된 생성물을 형성한다.

## 인산기전이효소 시스템
인산기전이효소 시스템은 많은 세균에 존재하는 복잡한 그룹 전위 시스템이다. 포스포트랜스퍼레이스 시스템은 당(예: 포도당, 만노스, 만니톨)을 세포로 운반한다. 이 반응의 첫 번째 단계는 운반 중에 인산기전이효소를 통한 기질의 인산화이다. 이러한 인산화의 생성물은 포도당의 경우 포도당 6-인산이다. 인산기의 음전하로 인해 포도당 6-인산은 세포 내에서 세포 밖으로 자유롭게 떠날 수 없게 된다. 포도당이 포도당 6-인산으로 전환되는 반응은 해당과정의 첫 단계 반응으로 결국에는 피루브산으로 분해된다.

## 같이 보기
- 키네이스
- 포스포릴레이스
- 다이포스포트랜스퍼레이스